# Religioni in Lituania
Il cristianesimo è la religione più diffusa in Lituania. Secondo i dati del censimento del 2011, i cristiani rappresentano l'83,1% della popolazione e sono in maggioranza cattolici; lo 0,7% circa della popolazione segue altre religioni, il 6,1% della popolazione non segue alcuna religione e il 10,1% circa della popolazione non specifica la propria affiliazione religiosa. Secondo stime dell'Association of Religion Data Archives (ARDA) riferite al 2015, i cristiani rappresentano circa l’83,3% della popolazione, lo 0,3% circa della popolazione segue altre religioni, il 4,8% circa della popolazione non segue alcuna religione e il restante 11,6% della popolazione non dichiara la propria affiliazione religiosa.
La costituzione stabilisce che non c'è una religione di stato e riconosce la libertà religiosa, che può essere limitata solo per salvaguardare l'ordine pubblico, la salute pubblica e la moralità dei cittadini. I diritti religiosi possono essere temporaneamente ristretti in caso di proclamazione di legge marziale o di stato di emergenza. La legge riconosce come tradizionali le religioni presenti nel Paese da almeno 300 anni e rispondono a questo requisito solo nove organizzazioni religiose, cioè la Chiesa cattolica latina, la Chiesa greco-cattolica, la Chiesa ortodossa russa, la Chiesa ortodossa dei Vecchi credenti, la Chiesa evangelica luterana, la Chiesa evangelica riformata, l'ebraismo l'islam sunnita e l'ebraismo caraita. Le religioni tradizionali godono di alcuni privilegi, come celebrare matrimoni riconosciuti a fini civili, istituire scuole private e fornire cappellani alle Forze armate, agli ospedali e alle prigioni. Tutte le altre organizzazioni religiose devono registrarsi con il Ministero della Giustizia per potere godere di agevolazioni fiscali, ricevere fondi governativi, possedere proprietà e gestire conti in banca. Possono chiedere la registrazione le organizzazioni religiose che operano nel Paese da almeno 25 anni. Le organizzazioni non registrate possono esercitare liberamente il culto nelle loro chiese, ma non possono godere dei benefici delle associazioni registrate. Nelle scuole pubbliche è previsto l'insegnamento della religione: i corsi possono riguardare solo le religioni tradizionali e le religioni non tradizionali registrate e riconosciute dallo stato. I genitori devono scegliere per i loro figli fra corsi di religione e corsi di etica laica; sulla base delle richieste dei genitori, le scuole decidono quali corsi di religione saranno attivati. Ci sono scuole private gestite da religioni tradizionali (cattoliche ed ebraiche); le scuole private accreditate con il Ministero dell’Educazione (sia religiose che non religiose) ricevono finanziamenti statali.

## Religioni presenti

### Cristianesimo
Secondo il censimento del 2011, i cattolici rappresentano circa il 77,3% della popolazione, gli ortodossi il 4,9% della popolazione, i protestanti lo 0,8% della popolazione e i cristiani di altra denominazione lo 0,1% della popolazione. Secondo stime dell'ARDA del 2015, i cattolici rappresentano circa il 76,9% della popolazione, gli ortodossi circa il 4,9% della popolazione, i protestanti circa l'1,2% della popolazione e i cristiani di altra denominazione circa lo 0,3% della popolazione.
La Chiesa cattolica è presente in Lituania con due sedi metropolitane, da cui dipendono cinque diocesi suffraganee. Oltre alla Chiesa latina (che riunisce quasi tutti i cattolici del Paese) è presente anche la Chiesa greco-cattolica, che rappresenta meno dello 0,1% della popolazione.
La Chiesa ortodossa è presente in Lituania principalmente con la Chiesa ortodossa russa; gli ortodossi lituani appartengono infatti soprattutto alla minoranza russa. Nel Paese è presente anche un piccolo gruppo di seguaci della Chiesa ortodossa dei Vecchi credenti.
I protestanti lituani sono in maggioranza luterani (circa lo 0,6% della popolazione) e la maggiore denominazione a cui appartengono è la Chiesa di Lituania, che aderisce alla Federazione luterana mondiale. Dopo i luterani il gruppo più numeroso è rappresentato dai calvinisti, riuniti nella Chiesa evangelica riformata in Lituania. In misura minore sono presenti battisti, metodisti, mennoniti, pentecostali e avventisti del settimo giorno. 
Fra i cristiani di altre denominazioni, sono presenti i Testimoni di Geova, la Chiesa di Gesù Cristo dei Santi degli Ultimi Giorni (i Mormoni) e la Chiesa neo-apostolica.

### Altre religioni
La maggiore religione non cristiana in Lituania è l'islam, seguito dall'ebraismo; i musulmani presenti nel Paese sono in maggioranza sunniti, mentre fra coloro che seguono la religione ebraica è presente anche un gruppo di caraiti. In Lituania sono presenti anche piccoli gruppi che seguono il buddhismo, l'induismo, la religione bahai e il neopaganesimo baltico.